# Stor-Nackträsket
Stor-Nackträsket är en sjö i Lycksele kommun i Lappland och ingår i Umeälvens huvudavrinningsområde. Sjön har en area på 3,5 kvadratkilometer och ligger 261 meter över havet. Stor-Nackträsket ligger i Vindelälven Natura 2000-område. Sjön avvattnas av vattendraget Nackbäcken.

## Delavrinningsområde
Stor-Nackträsket ingår i det delavrinningsområde (719360-165511) som SMHI kallar för Utloppet av Stor-Nackträsket. Medelhöjden är 278 meter över havet och ytan är 11,05 kvadratkilometer. Räknas de 6 avrinningsområdena uppströms in blir den ackumulerade arean 73,78 kvadratkilometer. Nackbäcken som avvattnar avrinningsområdet har biflödesordning 3, vilket innebär att vattnet flödar genom totalt 3 vattendrag innan det når havet efter 178 kilometer. Avrinningsområdet består mestadels av skog (51 procent). Avrinningsområdet har 3,61 kvadratkilometer vattenytor vilket ger det en sjöprocent på 32,7 procent.